# Stygocyathura milloti
Stygocyathura milloti là một loài chân đều trong họ Anthuridae. Loài này được Chappuis, Delamare-Deboutteville & Paulian miêu tả khoa học năm 1956.